# Tau Coronae Borealis
Désignations
Tau Coronae Borealis (τ Coronae Borealis / τ CrB) est une étoile binaire de la constellation de la Couronne boréale. Elle est visible à l'œil nu avec une magnitude apparente de 4,76. Le système présente une parallaxe annuelle de 27,95 mas mesurée par le satellite Gaia, ce qui permet d'en déduire qu'il est distant d'environ ∼ 112 a.l. (∼ 34,3 pc) de la Terre. À cette distance, sa magnitude visuelle est diminuée de 0,04 en raison de la poussière interstellaire présente sur le trajet de sa lumière

## Description
L'étoile visible à l'œil nu, désignée Tau Coronae Borealis A, possède un compagnon visuel d'une magnitude apparente de 13,2, Tau Coronae Borealis B. En date de 2005, elle était localisée à une distance angulaire de 1,70 seconde d'arc et selon un angle de position de 206° de la primaire. Les deux étoiles sont considérées comme une paire partageant un mouvement propre commun, qui sont donc probablement physiquement liées.
L'étoile primaire a été décrite comme une binaire spectroscopique, ce qui en ferait un système triple, mais cela reste à confirmer. En raison d'un mouvement dans l'espace anormal, elle également été décrite comme une binaire astrométrique, bien qu'il n'y ait pas d'orbite. Sa composante visible est une étoile orange de type spectral K1-III-IV, dont le spectre présente des traits mélangés entre celui d'une géante et celui d'une sous-géante. Cette étoile évoluée a été cataloguée comme faisant partie du red clump, ce qui signifie qu'elle générerait son énergie par la fusion de l'hélium dans son noyau. Son rayon est six fois plus grand que le rayon solaire, elle est 16 fois plus lumineuse que le Soleil et sa température de surface est de 4 742 K.